# Top Secret!
Top Secret! è un film del 1984 del trio di registi e sceneggiatori Zucker-Abrahams-Zucker, celebri anche per la serie de Una pallottola spuntata e de L'aereo più pazzo del mondo.

## Trama
Il cantante americano di surf rock Nick Rivers viene invitato per errore ad un festival musicale nella Germania Est in piena guerra fredda. L'ambientazione ricorda molto la Germania nazista, a partire dalle uniformi, identiche a quelle dell'epoca bellica. Incontrando una ragazza il cui padre è stato sequestrato dal regime per costringerlo a collaborare per la ricerca su un nuovo tipo di arma, il protagonista viene coinvolto in un crescendo di situazioni comiche surreali, tra canzoni e sparatorie, inseguimenti e baci bollenti, nonché un ambiguo leader di un gruppo di partigiani contro la dittatura tedesco orientale.

## Distribuzione
Il film è uscito il 22 giugno 1984 negli Stati Uniti d'America
e il 19 ottobre successivo in Italia.

## Accoglienza

### Incassi
Negli Stati Uniti ha incassato un totale di $20,458,340. In Italia si è classificato al 35º posto tra i primi 100 film di maggior incasso della stagione cinematografica 1984-1985.

### Critica
In un articolo apparso sul quotidiano La Stampa la pellicola viene messa a confronto con il precedente film degli stessi autori L'aereo più pazzo del mondo la cui comicità rispetto a questo nuovo lavoro era apparsa più liscia e scorrevole, meno lambiccata o forzata. Viene comunque apprezzato l'umorismo del genere parodistico-surreale che in questo caso viene definito addirittura furioso. "Alla fine della fiera, però, la torta sembra non lievitata bene".
Su Rotten Tomatoes, Top Secret! ha un indice di gradimento complessivo del 76% e una media voto di 6,6 / 10.